# Belén Gualcho
Belén Gualcho (uit het Spaans: Belén = "Bethlehem"; uit het Nahuatl: Gualcho = "Huis van de steeneiken") is een gemeente (gemeentecode 1402) in het departement Ocotepeque in Honduras.
Het dorp heeft in het verleden verschillende namen gehad: Belén de Copán, Belén de Occidente en Belén Ocotepeque. Het ligt op 82 km van Ocotepeque. In de buurt liggen de plaatsen Gracias en San Sebastián. Er is een busverbinding naar Santa Rosa de Copán via Corquín. Belén Gualcho ligt aan de voet van de Cordillera de Celaque. Op 3 km afstand ligt het Nationaal park Celaque.
Bijzonder is dat de straten niet in een rechthoekig patroon liggen, zoals in veel andere Hondurese dorpen. De hoogteverschillen maken dit onmogelijk.
Hierdoor ligt ook de koloniale Kerk van de Drie-eenheid (Iglesia de la Trinidad) aan de buitenkant van het dorp. Het altaar van deze kerk is van hout dat in reliëf is bewerkt. Er hangen verschillende schilderijen met religieuze onderwerpen. In tegenstelling tot veel andere kerken in de omgeving zijn de gewelven niet van hout.
Op zondag vindt er een markt plaats waarop de Lencas hun waren verkopen.

## Bevolking
De bevolking is als volgt verdeeld:
| Vrouwen | 8075 | 49,6% |
| Mannen  | 8201 | 50,4% |

## Dorpen
De gemeente bestaat uit dertien dorpen (aldea), waarvan de grootste qua inwoneraantal: Belén Gualcho (code 140201) en Yaruchel (140213).